# Universidade Estadual de Mato Grosso do Sul
Universidade Estadual de Mato Grosso do Sul (UEMS) é uma universidade pública mantida pelo governo do estado brasileiro de Mato Grosso do Sul. Sua sede se localiza na cidade de Dourados, possuindo no total quinze unidades universitárias e treze polos de educação à distância distribuídos em vários municípios do estado. Oferece mais de 60 (sessenta) cursos de graduação (presencial e EaD) e mais de 30 (trinta) cursos de pós-graduação stricto sensu e lato sensu entre especializações, mestrados e doutorados.

## Origem
A Universidade Estadual de Mato Grosso do Sul foi criada pela Constituição Estadual de 1979 e ratificada pela constituição de 1989 conforme os termos do disposto no artigo 48 do Ato das Disposições Constitucionais de 1989, foi instituída pela Lei nº 1461, de 20 de dezembro de 1993, com sede e foro na cidade de Dourados.
Visando dar atendimento ao disposto constitucional, em 1993, o governo nomeou a Comissão de Implantação da UEMS para que se delineasse uma proposta de Universidade voltada para as necessidades regionais objetivando superá-las e contribuir através do ensino, da pesquisa e da extensão para o desenvolvimento científico, tecnológico e social do estado.
Através de reuniões com as comunidades locais, foram definidas as necessidades regionais e chegou-se à concepção de uma Universidade com vocação voltada para a propagação do ensino superior no interior do Estado, alicerçado na pesquisa e extensão, respaldada na Política de Educação do Estado de Mato Grosso do Sul, que se propunha a reduzir as disparidades do saber e alavancar o desenvolvimento regional.
Em fevereiro de 1994, o Conselho Estadual de Educação de Mato Grosso do Sul deu parecer favorável à concessão da autorização para implantação do Projeto da Universidade Estadual de Mato Grosso do Sul e aprovação de seu Estatuto e Regimento Geral, porém, faltava ainda a autorização do então Conselho Federal de Educação, conforme a legislação vigente.
O processo de Autorização da UEMS tramitou no Ministério de Educação e Desporto por aproximadamente dois anos e, em 27 de Agosto de 1997, foi publicada pelos Conselho Estadual de Educação a Deliberação CEE/MS Nº 4.787 de 20 de agosto de 1997 credenciando-a conforme a Lei de Diretrizes e Bases da Educação, Lei nº 9394/96.

## Cursos de Graduação

### Amambai

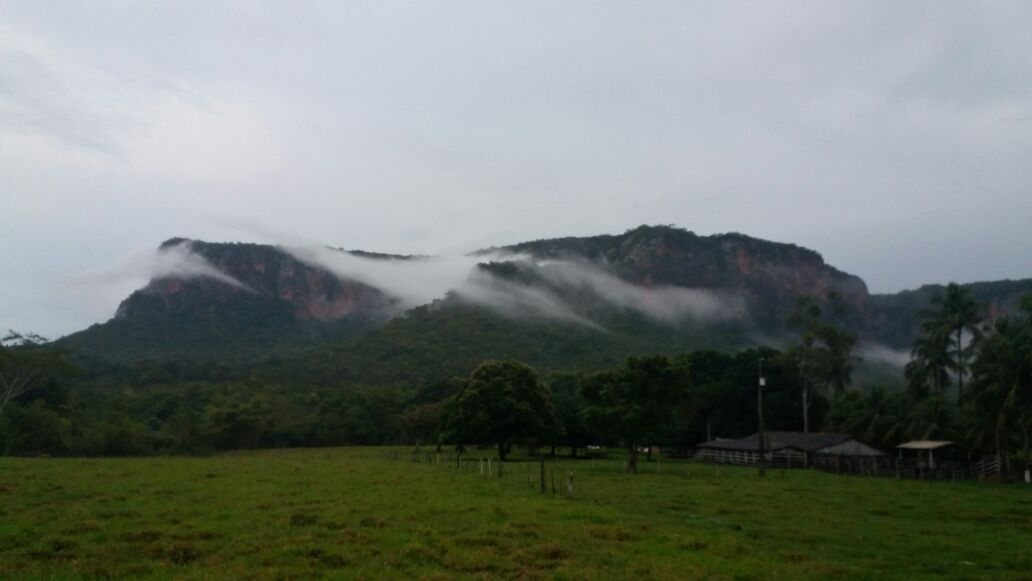
Vista da morraria - UEMS/Aquidauana

- Ciências Sociais - Licenciatura
- História - Licenciatura

 foto by Wilson Nogueira.

### Aquidauana
- Direito - Bacharelado
- Agronomia - Bacharelado, Especialização,Mestrado e Doutorado.
- Engenharia Florestal - Bacharelado
- Zootecnia:Bacharelado,Mestrado,Doutorado e Pós Doutorado (em 2023)

### Campo Grande
- Artes Cênicas - Licenciatura
- Dança - Licenciatura
- Geografia - Licenciatura
- Geografia - Bacharelado
- Letras - Bacharelado
- Letras com Habilitação em Espanhol, Português e suas Literaturas - Licenciatura
- Letras com Habilitação em Inglês, Português e suas Literaturas - Licenciatura
- Medicina - Bacharelado
- Pedagogia - Licenciatura
- Turismo com Ênfase em Empreendedorismo e Políticas Públicas
- Teatro - Licenciatura

### Cassilândia
- Agronomia - Bacharelado
- Letras com habilitação em Português e Inglês - Licenciatura
- Matemática - Licenciatura

### Coxim
- Ciências Biológicas - Licenciatura
- Tecnologia em Gestão Ambiental - Tecnológico

### Dourados
- Ciência da Computação - Bacharelado
- Ciências Biológicas - Licenciatura
- Ciências Biológicas - Bacharelado
- Direito - Bacharelado
- Enfermagem - Bacharelado
- Engenharia Ambiental e Sanitária - Bacharelado
- Engenharia Física - Bacharelado
- Física - Licenciatura
- Letras  com Habilitação em Português e Espanhol
- Letras  com Habilitação em Português e Inglês
- Matemática - Licenciatura
- Pedagogia - Licenciatura
- Química - Licenciatura
- Química Industrial - Bacharelado
- Sistemas de Informação - Bacharelado
- Turismo - Bacharelado

### Glória de Dourados
- Tecnologia em Produção Sucroalcooleira - Tecnológico

### Ivinhema
- Ciências Biológicas - Licenciatura
- Ciências Biológicas - Bacharelado

### Jardim
- Geografia - Licenciatura
- Letras com Habilitação em Português e Inglês - Licenciatura
- Tecnologia em Logística - Tecnológico - Novo curso com oferta para o Vestibular UEMS 2022

### Maracaju
- Administração - Bacharelado
- Agronomia - Bacharelado - Novo curso com oferta para o Vestibular UEMS 2022
- Pedagogia - Licenciatura

### Mundo Novo
- Agronomia - Bacharelado - Novo curso com oferta para o Vestibular UEMS 2022
- Tecnologia em Gestão Ambiental
- Ciências Biológicas - Licenciatura

### Naviraí
- Direito - Bacharelado
- Engenharia de Alimentos - Bacharelado
- Química - Licenciatura

### Nova Andradina
- Computação - Licenciatura
- Matemática - Licenciatura

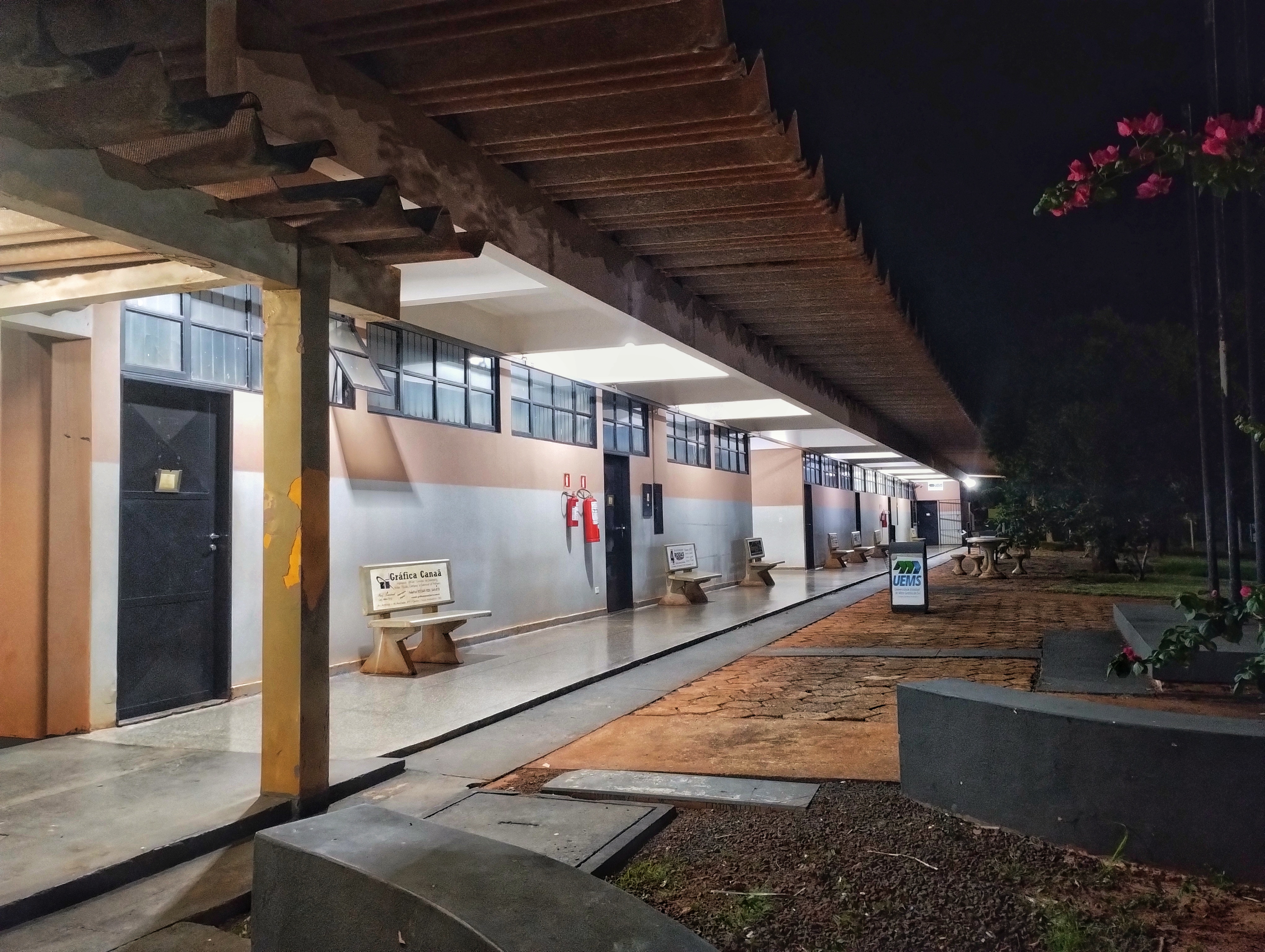
Unidade de Nova Andradina

- Sistemas de Informação - Bacharelado - Novo curso com oferta para o Vestibular UEMS 2022

### Paranaíba

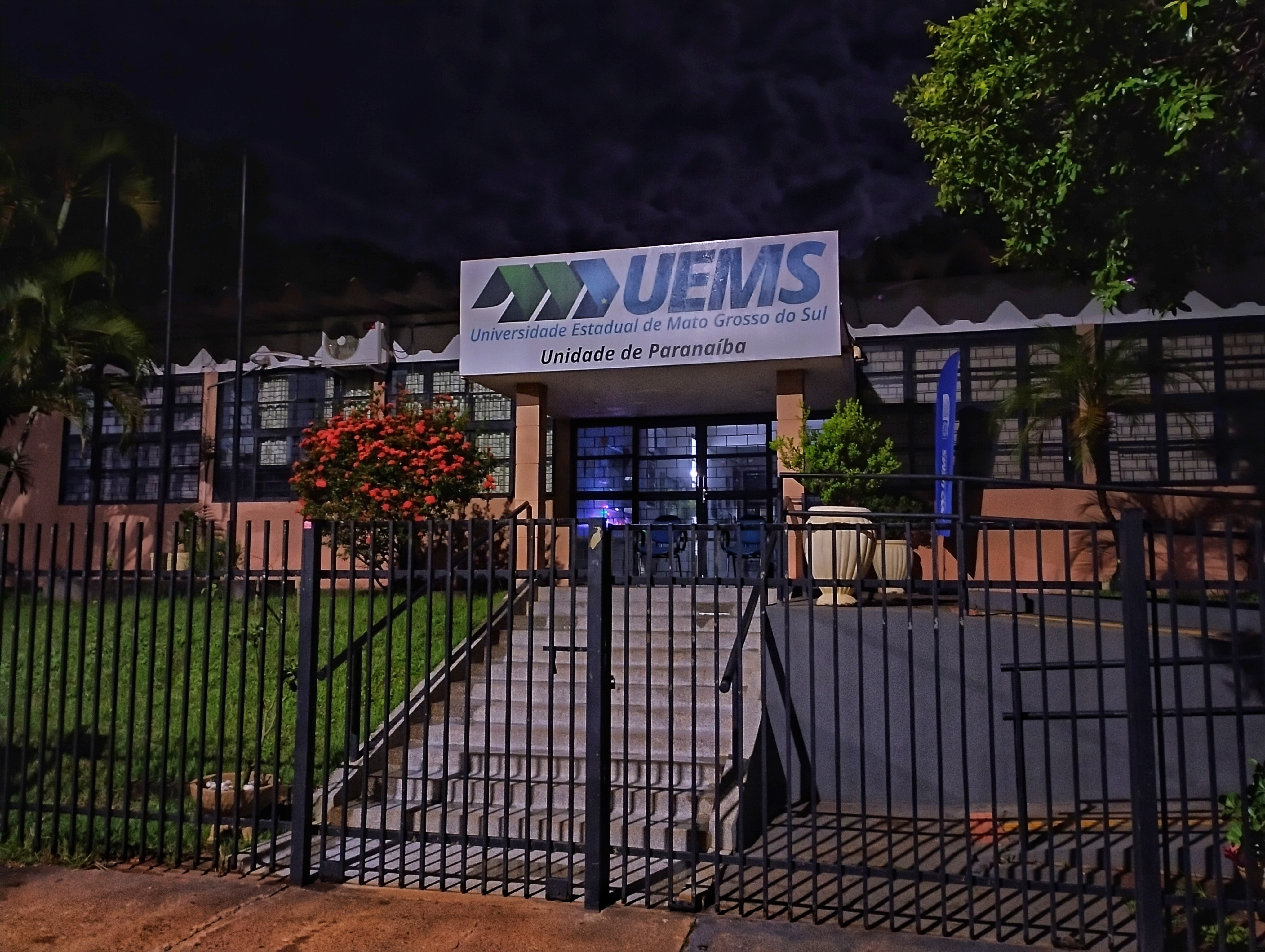
Unidade de Paranaíba

- Ciências Sociais - Licenciatura
- Ciências Sociais - Bacharelado
- Direito - Bacharelado
- Pedagogia - Licenciatura

### Ponta Porã
- Administração - Bacharelado
- Ciências Contábeis - Bacharelado
- Ciências Econômicas - Bacharelado

## Cursos de Graduação à Distância (EaD)
A A Diretoria de Educação a Distância (DED) da UEMS surgiu em 2015, como evolução do status de Assessoria de Educação à Distância. Esse movimento foi necessário para ampliar, na esfera pública, as oportunidades de acesso a educação superior priorizando o estado de Mato Grosso do Sul, por meio das tecnologias de comunicação e informação. Neste sentido, a DED/UEMS busca promover uma aprendizagem significativa culturalmente para a formação de pessoas críticas e autônomas que possam colaborar na construção de uma sociedade mais democrática.
Atualmente são ofertados 3 (três) cursos de graduação em regime de colaboração com a Universidade Aberta do Brasil (UAB) sendo: Administração - Bacharelado, Ciências Sociais - Licenciatura e Pedagogia - Licenciatura. Os 13 (treze) Polos EAD da UEMS estão localizados nos municípios de Água Clara, Aparecida do Taboado, Bataguassu, Bela Vista, Camapuã, Coxim, Costa Rica, Japorã, Miranda, Paranhos, Porto Murtinho, Rio Brilhante e São Gabriel do Oeste.

## Programas de Pós-Graduação (Doutorado)
- Agronomia: Produção Vegetal, Doutorado, em Aquidauana
- Recursos Naturais, Doutorado, em Dourados

## Programas de Pós-Graduação (Mestrado Acadêmico)
- Agronomia: Produção Vegetal, Mestrado, em Aquidauana
- Recursos Naturais, Mestrado,em Dourados
- Zootecnia: Produção Animal no Cerrado-Pantanal, Mestrado, em Aquidauana
- Desenvolvimento Regional e de Sistemas Produtivos, Mestrado, em Ponta Porã
- Letras, Mestrado, em Campo Grande
- Agronomia: Sustentabilidade na Agricultura, Mestrado, em Cassilândia
- Educação, Linguagem e Sociedade, Mestrado, em Paranaíba

## Programas de Pós-Graduação (Mestrado Profissional)
- Educação (PROFEDUC), em Campo Grande
- Educação Científica e Matemática (PROFECM), em Dourados
- Ensino de Saúde, em Dourados
- História (PROFHISTORIA), em Campo Grande
- Letras (PROFLETRAS), em Campo Grande e Dourados
- Matemática (PROFMAT), em Dourados

## Cursos de Especialização (Lato Sensu)
- Especialização em Coordenação Pedagógica, em Dourados
- Especialização em Direito e Vulnerabilidade, em Naviraí
- Especialização em Direitos Difusos e Coletivos, em Dourados
- Especialização em Direitos Humanos, em Paranaíba
- Especialização em Economia de Saúde e Gestão em Saúde, em Dourados
- Especialização em Educação Especial - Deficiência Intelectual, em Campo Grande
- Especialização em Ensino em Saúde com Ênfase em Processos Pedagógicos Ativos, em Dourados
- Especialização em Gestão Pública - EaD
- Especialização em Gestão em Segurança Pública com Ênfase em Ações de Prevenção e Combate a Incêndios, Salvamentos e Defesa Civil, em Campo Grande
- Especialização em Gestão Pública, em Maracaju
- Especialização em Planejamento e Gestão Pública e Privada do Turismo, em Dourados
- Especialização em Políticas Públicas, Cultura e Sociedade, em Paranaíba
- Especialização em Residência Multiprofissional em Saúde da Família, em Campo Grande
- Especialização em Segurança Pública e Fronteiras, em Dourados
- Especialização em Vivências Pedagógicas Ativas no Ensino Superior – VPAES, em Dourados